# Alfred Proksch
Alfred Proksch, född 11 december 1908, död 3 januari 2011, var en friidrottare från Österrike. Han deltog vid olympiska sommarspelen 1936.